# Amway Center
Kia Center (tidligere kendt som Orlando Events Center og Amway Center) er en sportsarena i Orlando i Florida, USA, der er hjemmebane for NBA-holdet Orlando Magic. Arenaen har plads til ca. 18.500 tilskuere, og blev indviet den Oktober 2010. 